# Curio (Asteraceae)
Curio là một chi thực vật có hoa trong họ Cúc. 

## Phân loại
Curio được nhà thực vật học người Anh Paul V. Heath mô tả và công bố lần đầu trên Calyx 5(4): 136, 1997. Nó được ghi nhận chứa hơn 20 loài, và tất cả chúng trước đây đều thuộc chi Senecio.
- Curio acaulis (L.) P.V.Heath
- Curio archeri (Compton) P.V.Heath
- Curio articulatus (L.) P.V.Heath (Kleinia articulata)[3]
- Curio avasimontanus (Dinter) P.V.Heath
- Curio citriformis (L.) P.V.Heath
- Curio corymbifer (DC.) Eggli
- Curio crassulifolius (DC.) P.V.Heath
- Curio cuneifolius (L.) P.V.Heath
- Curio ficoides (L.) P.V.Heath
- Curio hallianus (G.D.Rowley) P.V.Heath
- Curio herreanus (Dinter) P.V.Heath
- Curio humbertii (Guillaumin) P.V.Heath
- Curio muirii (L. Bolus) van Jaarsv.
- Curio ovoideus (Compton) P.V.Heath
- Curio × peregrinus (L.) P.V.Heath
- Curio pondoensis van Jaarsv. & A.E.van Wyk
- Curio radicans (L.) P.V.Heath
- Curio repens (L.) P.V.Heath
- Curio rowleyanus (L.) P.V.Heath
- Curio sulcicalyx (N.E.Br.) P.V.Heath
- Curio talinoides (DC.) P.V.Heath